# Wasserfall
Il Wasserfall Ferngelenkte Flakrakete è stato un grande missile antiaereo tedesco della seconda guerra mondiale, come gli altri della sua categoria non fece in tempo ad entrare in servizio ma era un'arma imponente, simile al SA-2, con una gittata calcolata addirittura di 48 km. I suoi progetti furono da modello per il missile statunitense Hermes-A1 e per il programma di ricerca sovietico noto con la denominazione di R-101.

## Caratteristiche tecniche
Il Wasserfall fu essenzialmente uno sviluppo antiaereo del Razzo V2, conservandone la stessa forma e lo stesso disegno. 

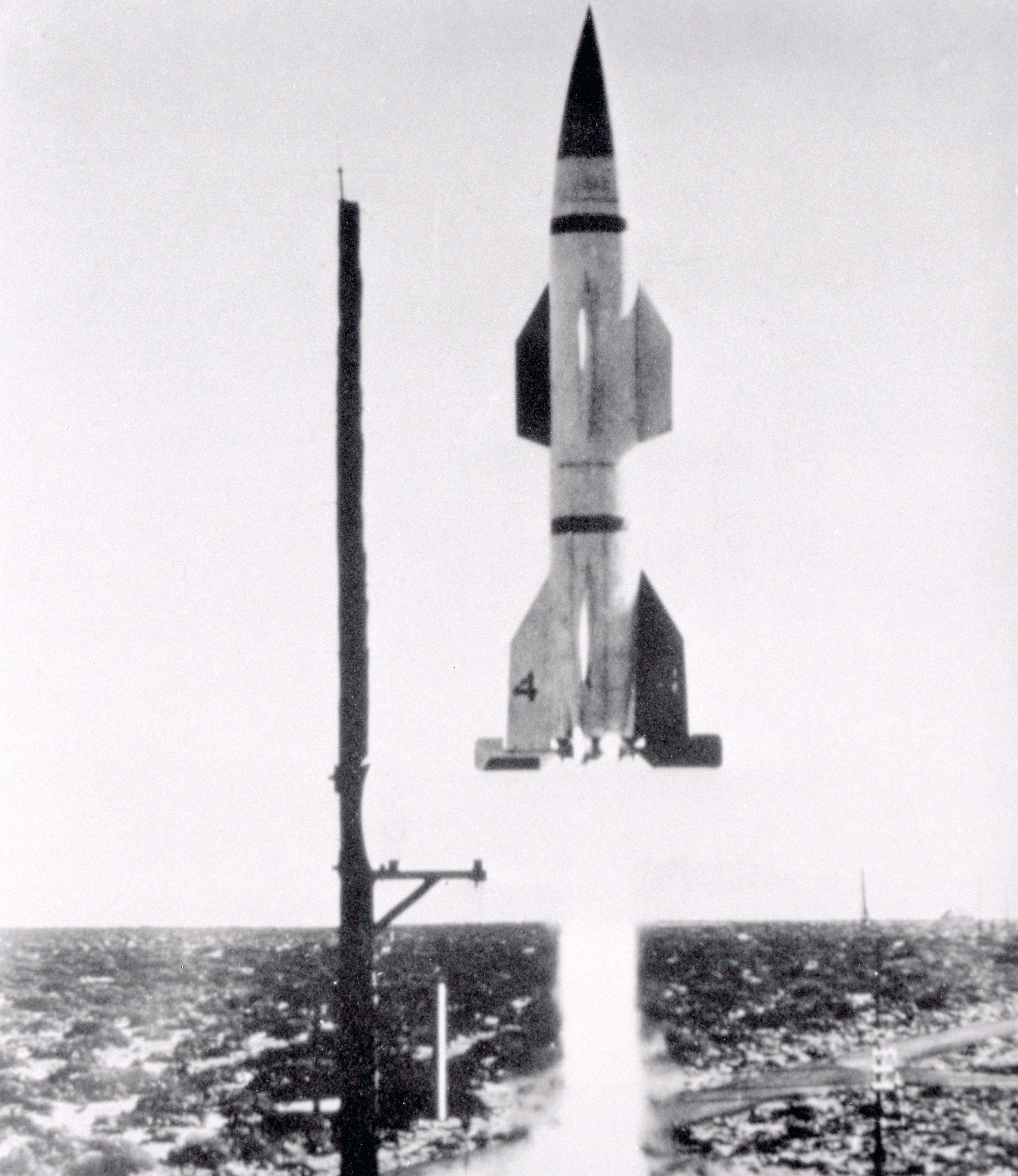
Foto dell'Hermes-A1, il prototipo statunitense ispirato dal Wasserfall

Poiché doveva raggiungere unicamente l'altitudine di volo dei grossi bombardieri alleati, venne ridotto di circa un quarto della grandezza rispetto ai razzi V2. A differenza dei loro progenitori, i Wasserfall erano progettati per il lancio che poteva essere dilazionato per periodi superiori ad un mese ed oltre, per questo motivo l'ossigeno liquido, eccessivamente volatile, non era appropriato per lo scopo. Per questo motivo venne progettato un nuovo motore disegnato dall'ingegnere Walter Thiel, basato sul Visol (etere vinile esobutile) e dal Salbei (90% di acido citrico e 10% di acido solforico). Questo propellente ipergolico era spinto nella camera di combustione unitamente ad azoto proveniente da un serbatoio separato.
Il sistema di guida era basato su un controllo radio di tipo MCLOS, contro obiettivi diurni, mentre per i lanci notturni l'uso di questo razzo era molto più complesso data la scarsa visibilità sia del razzo stesso che dell'obiettivo. Per ovviare a questo problema venne progettato un nuovo sistema di guida denominato in codice Rheinland che rimase però allo stadio di sviluppo. Il sistema di guida Rheinland avrebbe dovuto fare uso di un transponder posto all'interno del razzo per la localizzazione in volo e di un radar per avere traccia del bersaglio.